# 聖なる館
『聖なる館』（せいなるやかた、英語: Houses of the Holy）は、イギリスのロックバンド、レッド・ツェッペリンの第5作アルバム。1973年3月28日発売。プロデューサーはジミー・ペイジ。レコーディング・エンジニアはエディ・クレイマーとアンディ・ジョンズ。

## 経緯
前作『レッド・ツェッペリン IV』で過去最高の評価を受けたバンドは、1972年に入り、ライブ活動から一旦離れ、プライベートの時間を過ごした。新作アルバムのレコーディングは1月から開始されたが、オーストラリア方面へのツアーのために中断され、同年4月に本格的に再開された。諸般の事情からヘッドリィ・グランジが使えなかったため、今回はミック・ジャガーの別荘、スターグローヴスでローリング・ストーンズの車載スタジオを使って作業が行なわれた。その後、オーバーダビングをロンドンのオリンピック・スタジオで、ミキシングをニューヨークのエレクトリック・レディ・スタジオで行い、同年5月の完成と共に、バンドはアメリカツアーに出た。本作のレコーディングでは、メンバー揃っての収録よりもオーバーダビングの方に重きが置かれた。
ツェッペリンのアルバムに正式なタイトルがつけられたのは本作が初めてだった。『聖なる館』というタイトルの意味について、ペイジは2014年のインタビューで「僕達4人が全員、それぞれに精霊の棲む家になるということを意味してるんだ」と説明している。
一連のレコーディングで録音されたがアルバムに収録されなかったもののうち、アルバムタイトルでもある「聖なる館」、また「流浪の民」および「黒い田舎の女」は次回作『フィジカル・グラフィティ』に、「ウォルターズ・ウォーク」は解散後発表のアルバム『最終楽章 (コーダ)』に収録された。

## アートワーク
本作もまた、アートワークによって発売を延期せざるを得なくなった。デザインを手がけたのは、ピンク・フロイドやエマーソン・レイク・アンド・パーマーも手がけたヒプノシス。見開きジャケットの表全面を使って、11人の裸の子供たちが岩場を登ってゆく情景が描かれている。インナー・スリーブには、朽ち果てた古城で女性を頭上の高さまで抱き上げた男性が描かれている。このデザインはアーサー・C・クラークの名作『幼年期の終り』の第3部「最後の世代」からヒントを得たものである。もう一つのアイディア候補として、前作『IV』で使われたペイジのシンボル「zoso」をペルーのナスカ平原に描くという案もあった。本作も前作同様、ジャケットにはタイトルを含め、一切の情報が記載されなかった。レコードの内袋に、アルバムタイトルとクレジット、そして全曲の歌詞が記載された。ツェッペリンのオリジナルアルバムで、全曲の歌詞が載っているものは本作のみである。
撮影はアイルランドの世界遺産、ジャイアンツ・コーズウェーにて行なわれた。表ジャケットの岩場を登る子供達は、サマンサとステファンのゲイツ姉弟で、二人の様々なポーズを重ね焼きして11人まで増やした。この他、3人の成人モデルも用意されたが、そのうち二人が内ジャケットに納まり、一人は完全に除外された。これらの写真を素材に手作業で色付けを施し、6週間もかけて完成させたが、仕上がりにペイジは満足しなかった。だがこれ以上は無理とヒプノシスはプロジェクトを降り、結局このままで発表することとなった。だが困難はそれからも続いた。表ジャケットの裸の子供達についてアメリカの検閲局から指摘を受けたのである。そのため、アメリカではバンド名とアルバムタイトルが書かれた帯を、子供達の尻を隠す目的で付ける事で落ち着いた。
モデルを務めたサマンサ・ゲイツは、日本の写真家、沢渡朔による写真集『少女アリス』のモデルにもなっており、その後、同じくツェッペリンのアルバム『プレゼンス』でも起用されている。弟のステファン・ゲイツ(現在はイギリスの料理番組の司会者として活躍)も後にピンク・フロイドの『対』に登場している。なお、ヒプノシスのストーム・トーガソンは、後にツェッペリンについて「当時あのバンドには世界中に悪評が知れ渡っていた。僕はあいつ等が怖かったよ」と当時の心労を吐露している。このジャケット・デザインは、2003年のVH1による「グレイテスト・アルバム・カバー50」で6位に選ばれた。

## 評価と影響
『聖なる館』は1973年3月28日、全世界で同時に発売された。ビルボードのチャートで首位に立ち、トップ40圏内に39週とどまった。これはそれまでのレッド・ツェッペリンのアルバム中、最長記録である。イギリスでも2週首位を獲得している。だが累計の売り上げは前作を下回っている。2014年にリリースされたリマスター版も米ビルボード・チャートで12位、イギリスは14位にランクインした。
チャートアクションこそ華々しかったものの、批評家筋からは散々にこき下ろされた。ローリング・ストーン誌は本作を「子供だまし」と斬り捨て、ディスク＆ミュージック・エコー紙も「2、3度聴いた限りでは支離滅裂な作品としか言いようがない」と厳しい評価を下した。ペイジが「バンド自身が楽しんでプレイし、アルバムを作ってる事が巧くサウンドにも表れていると思う」と語っているように、本作のサウンドはツェッペリンの全アルバム中最もブライトなサウンドでポップな仕上がりとなっているが、彼等が初めてレゲエに挑戦した「デジャ・メイク・ハー」や、ファンクなのに変拍子というひねくれた「クランジ」といった曲が目立つ一方で、彼らのルーツであるブルース・ナンバーがなかったことやハードさに欠けた事が批評家筋からは軟弱と受け取られたと見られる。しかし、本作ではそれまでには見られなかった新基軸を打ち出した作品でもあり、これによってさらに多様性が広がったと見る事も出来る。
2012年、ローリング・ストーン誌が選ぶオールタイムベストアルバム500において、148位に選ばれた。

## リイシュー
1986年初CD化。1993年の『コンプリート・スタジオ・レコーディングス』で全曲リマスター化。1994年単独リリース。2014年、最新リマスター版が『IV』と同時にリリースされた。デラックス・エディションおよびスーパー・デラックス・エディション付属のコンパニオンディスクには、各曲のラフ・ミックス・バージョンやバッキング・トラック等が収録された。本作も『IV』同様未発表曲はなかった。

## 収録曲

### オリジナル版
- A面

1. 永遠の詩 - The Song Remains the Same (Page & Plant)
2. レイン・ソング - The Rain Song (Page & Plant)
3. 丘のむこうに - Over the Hills and Far Away (Page & Plant)
  - アメリカ他数カ国でシングル・カットされ、全米51位を記録[15]。
4. クランジ - The Crunge (Bonham, Jones, Page & Plant)

- B面

1. ダンシング・デイズ - Dancing Days (Page & Plant)
2. デジャ・メイク・ハー - D'yer Mak'er (Page, Plant, Jones & Bonham)
  - アメリカ他数カ国でシングル・カットされ、全米20位を記録[15]。
3. ノー・クォーター - No Quarter (Page, Plant & Jones)
4. オーシャン - The Ocean (Page, Plant, Jones & Bonham)

### 2014年版デラックス・エディション・コンパニオンディスク
1. 永遠の詩(ギター・オーバー・ダブ・ミックス) - The Song Remains the Same <Guitar Overdub Reference Mix> (Page & Plant)
2. レイン・ソング(ピアノ・マイナス・ミックス) - The Rain Song <Mix Minus Piano> (Page & Plant)
3. 丘のむこうに(ギター・ミックス) - Over the Hills and Far Away <Guitar Mix Backing Track> (Page & Plant)
4. クランジ(ラフ・ミックス) - The Crunge <Rough Mix - Keys Up> (Bonham, Jones, Page & Plant)
5. ダンシング・デイズ(ラフ・ミックス) - Dancing Days <Rough Mix with Vocal> (Page & Plant)
6. ノー・クォーター(ラフ・ミックス) - No Quarter <Rough Mix with JPJ Keyboard Overdubs - No Vocal> (Page, Plant & Jones)
7. オーシャン(ワーキング・ミックス) - The Ocean <Working Mix> (Page, Plant, Jones & Bonham)